# Metrioppia krivolutskyi
Metrioppia krivolutskyi är en kvalsterart som beskrevs av Bayartogtokh 2000. Metrioppia krivolutskyi ingår i släktet Metrioppia och familjen Metrioppiidae. Inga underarter finns listade i Catalogue of Life.